# Hans Gauke
Hans Gauke (* / † unbekannt) war ein deutscher Schwimmer, der in den Jahren vor dem Zweiten Weltkrieg aktiv war. Er startete für den Stettiner Verein Wassersportfreunde Pomerania (Waspo). 
Bei den Deutschen Schwimmmeisterschaften 1935 gewann er den Titel über 200 m Freistil. 